# Mi Lindo Nuevo México (canción)
Mi lindo Nuevo México («My Beautiful New Mexico» en inglés) es la canción oficial del estado de Nuevo México en los Estados Unidos. Fue escrita por Pablo Mares, un distinguido educador musical, director de orquesta y compositor. La canción fue adoptada por la Legislatura del Estado de Nuevo México en marzo de 1995.

## Escritura
La canción es una hermosa oda al estado de Nuevo México. Celebra la belleza natural del estado, su rica historia y su cultura diversa. La canción se canta tanto en inglés como en español, lo que refleja la herencia bilingüe del estado.
La canción comienza con el cantante describiendo la belleza del estado. Cantan sobre las montañas del estado, sus valles, sus ríos y su desierto. También cantan sobre la gente del estado, su cultura y sus tradiciones.
Luego, la canción continúa contando la historia de la historia del estado. El cantante canta sobre los nativos americanos del estado, sus colonos españoles y sus pioneros estadounidenses. También cantan sobre el papel del estado en la guerra civil estadounidense y la Guerra México-Estadounidense.
La canción termina con el cantante expresando su amor por el estado. Cantan sobre cómo se enorgullecen de ser neomexicanos y cómo siempre apreciarán la belleza del estado y su historia.
«Mi Lindo Nuevo México» es una canción querida por muchos neomexicanos. Es una canción que celebra la belleza del estado, su historia y su gente. Es una canción que seguramente traerá una sonrisa a la cara de cualquiera que la escuche.

## Letra
Inglés:
I sing of a beautiful land More beautiful I have not seen, My song cannot say it, As my heart can.
New Mexico, land of the sun, Palm trees blooming there. New Mexico, your beautiful nights Bring memories to me.
My heart cries for you, it tells me I love you. Your mountains and your valleys Are my beautiful New Mexico.
Español:
Yo canto de un país lindo Más bello no he visto yo, Mi canción no puede decirlo, Como mi corazón.
Nuevo México, País del sol, Palmillas floreciendo allí. Nuevo México, Tus noches lindas Traen recuerdos para mi.
Mi corazón Llora por ti me dice a mi Te quiero yo. Tus sierras y tus valles Son mi lindo Nuevo México.